# Konkurs Piosenki Eurowizji 1962
7. Konkurs Piosenki Eurowizji został zorganizowany 18 marca 1962 w Villa Louvigny w Luksemburgu przez krajowego nadawcę publicznego CLT, dzięki zwycięstwu reprezentanta Luksemburgu podczas konkursu w 1961.
Koncert finałowy prowadziła Mireille Delannoy, a zwyciężczynią została reprezentantka Francji – Isabelle Aubret, który za utwór „Un premier amour” otrzymała 26 punktów.
Pierwszy raz w historii konkursu któryś z uczestników zdobył zero punktów, stając się tzw. „nul-pointerem”. W tym roku aż cztery kraje nie zdobyły ani jednego głosu: Austria, Belgia, Holandia i Hiszpania.
Po występie Francji nastąpiła krótka przerwa w zasilaniu prądu, która zakłóciła transmisję koncertu w telewizji. Podobna sytuacja miała miejsce w trakcie holenderskiej prezentacji, która z powodu usterki niemal w całości odbyła się w ciemności.

## Lokalizacja
Na organizację konkursu w 1962 wybrano Villa Louvigny. Budynek służył jako siedziba nadawcy Compagnie Luxembourgeoise de Télédiffusion, poprzednika RTL Group. Budynek siedziby znajduje się w Municipal Park w dystrykcie Ville Haute.

## Kraje uczestniczące
W konkursie uczestniczyli reprezentanci wszystkich 16 nadawców publicznych, którzy brali udział w konkursie w 1961.
W konkursie uczestniczyło kilku wykonawców, którzy brali udział w poprzednich konkursach. Reprezentantem Belgii po raz czwarty został Fud Leclerc, który wcześniej startował w konkursie w 1956, 1958 i 1960. Reprezentujący Francję Jean Philippe brał udział w finale konkursu w 1959. Camillo Felgen i François Deguelt startowali w barwach, kolejno, Luksemburgu i Monako w finale konkursu w 1960.
Każdemu reprezentantowi towarzyszyła orkiestra, którą kierował wyznaczony przez kraj dyrygent.
| George de Godzinsky | Henri Segers  | Jean Roderes     | Bruno Uher          |
| ------------------- | ------------- | ---------------- | ------------------- |
| - Finlandia         | - Belgia      | - Hiszpania      | - Austria           |
| Kai Mortensen       | Ego Kjerrmann | Rolf-Hans Müller | Dolf van der Linden |
| - Dania             | - Szwecja     | - Niemcy         | - Holandia          |
| Franck Pourcel      | Øivind Bergh  | Cédric Dumont    | Jože Privšek        |
| - Francja           | - Norwegia    | - Szwajcaria     | - Jugosławia        |
| Wally Stott         | Jean Roderes  | Cinico Angelini  | Raymond Lefèvre     |
| - Wielka Brytania   | - Luksemburg  | - Włochy         | - Monako            |

## Wyniki
| Lp. | Kraj            | Język             | Artysta          | Piosenka                  | Miejsce | Punkty |
| --- | --------------- | ----------------- | ---------------- | ------------------------- | ------- | ------ |
| 1   | Finlandia       | fiński            | Marion Rung      | „Tipi-tii”                | 7       | 4      |
| 2   | Belgia          | francuski         | Fud Leclerc      | „Ton nom”                 | 13      | 0      |
| 3   | Hiszpania       | hiszpański        | Victor Balaguer  | „Llámame”                 | 13      | 0      |
| 4   | Austria         | niemiecki         | Eleonore Schwarz | „Nur in der Wiener Luft”  | 13      | 0      |
| 5   | Dania           | duński            | Ellen Winther    | „Vuggevise”               | 10      | 2      |
| 6   | Szwecja         | szwedzki          | Inger Berggren   | „Sol och vår”             | 7       | 4      |
| 7   | RFN             | niemiecki         | Conny Froboess   | „Zwei kleine Italiener”   | 6       | 9      |
| 8   | Holandia        | niderlandzki      | De Spelbrekers   | „Katinka”                 | 13      | 0      |
| 9   | Francja         | francuski         | Isabelle Aubret  | „Un premier amour”        | 1       | 26     |
| 10  | Norwegia        | norweski          | Inger Jacobsen   | „Kom sol, kom regn”       | 10      | 2      |
| 11  | Szwajcaria      | francuski         | Jean Philippe    | „Le retour”               | 10      | 2      |
| 12  | Jugosławia      | serbsko-chorwacki | Lola Novaković   | „Ne pali svetlo u sumrak” | 4       | 10     |
| 13  | Wielka Brytania | angielski         | Ronnie Carroll   | „Ring-A-Ding Girl”        | 4       | 10     |
| 14  | Luksemburg      | francuski         | Camillo Felgen   | „Petit bonhomme”          | 3       | 11     |
| 15  | Włochy          | włoski            | Claudio Villa    | „Addio, addio”            | 9       | 3      |
| 16  | Monako          | francuski         | Francois Deguelt | „Dis rien”                | 2       | 13     |

Legenda:
     1. miejsce

## Tabela wyników
| Finlandia                                       | Belgia          | Hiszpania | Austria | Dania | Szwecja | Niemcy | Holandia | Francja | Norwegia | Szwajcaria | Jugosławia | Wielka Brytania | Luksemburg | Włochy | Monako |   |   |
| Uczestnicy konkursu                             | Finlandia       |           |         |       |         |        |          |         |          |            | 1          |                 |            | 3      |        |   |   |
| Uczestnicy konkursu                             | Belgia          |           |         |       |         |        |          |         |          |            |            |                 |            |        |        |   |   |
| Uczestnicy konkursu                             | Hiszpania       |           |         |       |         |        |          |         |          |            |            |                 |            |        |        |   |   |
| Uczestnicy konkursu                             | Austria         |           |         |       |         |        |          |         |          |            |            |                 |            |        |        |   |   |
| Uczestnicy konkursu                             | Dania           |           |         |       |         |        | 1        |         |          |            |            |                 |            |        |        | 1 |   |
| Uczestnicy konkursu                             | Szwecja         |           |         |       |         | 3      |          |         | 1        |            |            |                 |            |        |        |   |   |
| Uczestnicy konkursu                             | Niemcy          | 2         |         |       |         | 1      |          |         | 2        |            |            |                 |            | 2      |        |   | 2 |
| Uczestnicy konkursu                             | Holandia        |           |         |       |         |        |          |         |          |            |            |                 |            |        |        |   |   |
| Uczestnicy konkursu                             | Francja         |           | 2       | 2     | 2       |        | 3        | 3       |          |            | 3          | 3               | 3          | 1      | 1      | 2 | 1 |
| Uczestnicy konkursu                             | Norwegia        |           |         |       |         |        |          |         |          | 2          |            |                 |            |        |        |   |   |
| Uczestnicy konkursu                             | Szwajcaria      |           |         |       |         |        |          | 2       |          |            |            |                 |            |        |        |   |   |
| Uczestnicy konkursu                             | Jugosławia      | 1         | 1       |       |         |        | 2        |         |          | 3          |            |                 |            |        |        | 3 |   |
| Uczestnicy konkursu                             | Wielka Brytania | 3         |         | 1     |         | 2      |          |         |          |            |            | 2               | 2          |        |        |   |   |
| Uczestnicy konkursu                             | Luksemburg      |           | 3       | 3     | 1       |        |          |         |          |            |            | 1               |            |        |        |   | 3 |
| Uczestnicy konkursu                             | Włochy          |           |         |       |         |        |          |         |          |            |            |                 | 1          |        | 2      |   |   |
| Uczestnicy konkursu                             | Monako          |           |         |       | 3       |        |          | 1       | 3        | 1          | 2          |                 |            |        | 3      |   |   |
| KRAJE UPORZĄDKOWANIE WEDŁUG KOLEJNOŚCI WYSTĘPÓW |                 |           |         |       |         |        |          |         |          |            |            |                 |            |        |        |   |   |

## Międzynarodowi nadawcy i głosowanie
Poniższy spis przedstawia kolejność głosowania poszczególnych krajów w 1961 wraz z nazwiskami sekretarzy, którzy przekazywali punkty od swojego państwa, a także nazwiskami komentatorów relacjonujących koncert dla lokalnych telewidzów.
Kolejność głosowania i krajowi sekretarze
1. Monako – nieznany
2. Włochy – Enzo Tortora
3. Luksemburg – nieznany
4. Wielka Brytania – Alex Macintosh[19]
5. Jugosławia – Mladen Delić
6. Szwajcaria – Alexandre Burger
7. Norwegia – Kari Borg Mannsåker
8. Francja – nieznany
9. Holandia – Ger Lugtenburg
10. Niemcy – nieznany
11. Szwecja – Tage Danielsson
12. Dania – Claus Toksvig
13. Austria – nieznany
14. Hiszpania – Diego Ramírez Pastor[20]
15. Belgia – Arlette Vincent[21]
16. Finlandia – Poppe Berg[22]

Komentatorzy
- Austria – Emil Kollpacher (ORF)
- Belgia – Nicole Védrès (RTB), Willem Duys(BRT)[21]
- Dania – nieznany (DR TV)
- Finlandia – Aarno Walli (Suomen Televisio)[22]
- Francja – Pierre Tchernia (RTF)[21]
- Hiszpania – Federico Gallo (TVE)[20]
- Holandia – Willem Duys[23] (NTS)
- Jugosławia – Ljubomir Vukadinović (Televizija Beograd), Gordana Bonetti (Televizija Zagreb), Tomaž Terček (Televizija Ljubljana)
- Luksemburg – Pierre Tchernia (Télé-Luxembourg)[21]
- Monako – Roberto Beauvais (Télé Monte Carlo)[21]
- Niemcy – Ruth Kappelsberger (Deutsches Fernsehen)
- Norwegia – Odd Grythe (NRK i NRK P1)
- Szwajcaria – Theodor Haller (TV DRS), Georges Hardy (TSR), Giovanni Bertini (TSI)[21]
- Szwecja – Jan Gabrielsson[24] (Sveriges Radio-TV i SR P1)
- Włochy – Renato Tagliani (Programma Nazionale)
- Wielka Brytania – David Jacobs (BBC TV), Peter Haigh (BBC Light Programme)